# فاشتوبيل
فاشتوبيل (بالإنجليزية: Wachthubel)‏ هو أحد جبال سلسلة جبال الألب إيمينتال ويقع في كانتون برن/كانتون لوسيرن في سويسرا. يحتل المرتبة رقم 421 في قائمة جبال سويسرا من حيث الارتفاع، إذ يبلغ ارتفاعه حوالي 1415 متر، بينما يبلغ ارتفاع نتوء الجبل 443 متر.